# Palaus honkbalteam
Dit overzicht is mogelijk incompleet; u kunt helpen door het uit te breiden.

Vlag van Palau.

Het Palaus honkbalteam is het nationale honkbalteam van Palau. Het team vertegenwoordigt Palau tijdens internationale wedstrijden.
Het Palaus honkbalteam hoort bij de Oceanische Honkbal Confederatie (BCO). 

## Kampioenschappen

### Zuid-Pacifische Spelen
Palau nam 3 maal deel aan de Zuid-Pacifische Spelen. De eerste plaats in de rangschikking van 2007 was de hoogste klassering.
| Editie    | 2003  | 2005   | 2007 |
| Prestatie | Brons | Zilver | Goud |